# Ernest I z Saksonii-Coburga-Gothy
Ernest Anton Karol Ludwik Sachsen-Coburg-Gotha (ur. 2 stycznia 1784, zm. 29 stycznia 1844) – książę Saksonii-Coburga-Gothy, z dynastii Wettynów.

## Życiorys
Syn księcia Franciszka i Augusty. Był bratem Julii (później wielkiej księżnej Anny Fiodorowny, żony wielkiego księcia Konstantego Pawłowicza), króla Belgów Leopolda i Wiktorii, księżnej Kentu, matki królowej Wiktorii oraz stryjem króla Portugalii Ferdynanda.
Był regentem od 1803 roku, gdy zachorował jego ojciec. Po jego śmierci w 1806 roku został księciem Saksonii-Coburga-Saalfeld. Jego rządy rozpoczęły się w czasie przetaczania się przez kraj wojsk napoleońskich. Od 12 listopada 1826 roku został księciem nowo powstałego księstwa Saksonii-Coburga-Gothy.
31 lipca 1817 roku ożenił się z Ludwiką z Saksonii-Gothy-Altenburga. Choć małżeństwo nie było szczęśliwe, para doczekała się dwóch synów:
- księcia Ernesta II z Saksonii-Coburga-Gothy (1818–1893), księcia Saksonii-Coburga-Gothy;
- księcia Alberta (1819–1861), męża Wiktorii, królowej Wielkiej Brytanii.

W 1826 roku ogłoszono rozwód księcia Ernesta i Ludwiki, ograniczono również możliwość odwiedzania przez księżną synów.
23 grudnia 1832 roku odbył się drugi ślub Ernesta. Jego żoną została Maria Anna Wirtemberska, córka księcia Aleksandra i Antoniny, siostry Ernesta. Para nie miała dzieci.
Ernest miał czwórkę nieślubnych dzieci:
- z chórzystką Henriettą Adelajdą, nazywaną Pauliną Panam, syna Ernesta Augusta Belmonta, od 1830 kawalera von Hallenberg,
- z Zofią Fermepin de Marteaux: Bertę von Schauenstein (1817–1896) – żonę Edwarda Edgara Schmidta-Löwego, nieślubnego syna siostry Ernesta Julii,
- oraz z Małgorzatą Braun: bliźniaków Ernesta Alberta i Roberta Ferdynanda, od 1856 baronów Bruneck.

## Odznaczenia
- Order Ernestyński (współfundator z dwoma kuzynami)[1][2]
- Order Podwiązki (Anglia)[1]
- Order Korony Rucianej (Kr. Saksonii, 1810)[1][3].
- Krzyż Wielki Orderu św. Henryka (Kr. Saksonii, 1815)[1][3]
- Order św. Andrzeja (Rosja)[1]
- Order św. Aleksandra Newskiego (Rosja)[1]
- Order św. Anny I kl. (Rosja)[1]
- Order św. Jerzego IV kl. (Rosja)[1]
- Order Orła Czarnego (Prusy)[1]
- Krzyż Wielki Orderu Orła Czerwonego (Prusy)[1]
- Krzyż Wielki Orderu św. Stefana (Austro-Węgry)[1]
- Krzyż Wielki Orderu Leopolda (Belgia)[1]
- Krzyż Wielki Orderu Legii Honorowej (Francja)[1]
- Krzyż Wielki Orderu Chrystusa (Portugalia)[1]
- Krzyż Wielki Orderu Wieży i Miecza (Portugalia)[1]
- Krzyż Wielki Orderu Sokoła Białego (Saksonia-Weimar)[1]
- Krzyż Wielki Orderu Wierności (Badenia)[1]
- Medal pamiątkowy Wkroczenia do Paryża (Rosja)[1]
- Odznaka Polowa za Kampanię w 1813 i 1814 (Austro-Węgry)[1]
- Medal Wyzwolenia V Niemieckiej Armii (ks. Saksonii)[1]
- Medal za Kampanię Polową 1813, 1814 i 1815 (ks. Saksonii)[1]